# Ancasti
Ancasti es un municipio situado en el este de la provincia de Catamarca, Argentina, localizado a 82 km al este de la capital provincial, San Fernando del Valle de Catamarca.
En esta localidad nacieron figuras históricas de relevancia, como:
- Ramón S. Castillo (1 873-1 944), quien fue el 25 º presidente de la Nación Argentina entre 1 942 y 1 943.
- Eulalia Ares de Vildoza (1 809-1 884), quien en 1 862 se convirtió en la primera mujer gobernadora de Catamarca y de la historia argentina.

## Acceso terrestre
Se accede a Ancasti desde San Fernando del Valle de Catamarca por la Ruta Nacional 38 en dirección este, hasta el empalme con la ruta provincial 42, que atraviesa, por asfalto, la reconocida cuesta del Portezuelo.
En la cima de la sierra de Ancasti, el recorrido continúa de norte a sur por la Ruta Provincial 2 (42 km asfaltados), que pasa por las localidades de Los Morteros y el empalme con la Ruta Provincial 13, avanzando hacia el sudeste por El Taco, Anquincila y Villa de Ancasti.
La ruta provincial 13 prosigue hacia las localidades de Icaño y San Antonio (Departamento La Paz) y conecta con la Ruta Nacional 157, que permite dirigirse hacia el norte, pasando por la ciudad de Frías (provincia de Santiago del Estero), y continúa hacia la provincia de Tucumán.

## Población
De acuerdo con los datos del censo de 2 010, realizado por el Instituto Nacional de Estadística y Censos (Indec), Ancasti cuenta con 2 918 habitantes, lo que representa una disminución del 6 % frente a los 3 082 habitantes registrados en el censo anterior de 2 001.
| Gráfica de evolución demográfica de Ancasti entre 1991 y 2010 |
|                                                               |
| Fuente: Censos nacionales del INDEC                           |

## Economía
Las principales producciones del departamento Ancasti son el maíz, zapallo, papa y forrajeras, además de la cría de ganado bovino, caprino y ovino.
El departamento también cuenta con varios oasis, entre los que se destacan Acostilla, Amana, Anquincila, Comedero, Ipizca, La Candelaria, La Falda, La Majada, Piedra Parada, Los Mogotes, Las Cañas, San Francisco, Yerba Buena y Villa de Ancasti.

## Toponimia
El nombre Ancasti proviene del quechua y significa "nido de águilas". Sin embargo, existen diversas interpretaciones sobre su origen. Según Pedro Bazán, el nombre podría derivar de la palabra cata, que significa "falda" o "ladera del cerro". En este caso, An Cata (en lugar de Ancaste o Ancasta) se traduciría como "la ladera alta del cerro".

## Historia
El territorio de Ancasti fue habitado por las naciones diaguitas y calchaquíes, pueblos indígenas conocidos por su fuerte defensa de su identidad y territorio. Esta resistencia retardó la llegada de los colonizadores hispánicos, quienes, después de varios intentos fallidos, lograron consolidar la usurpación en 1 735.
A finales del siglo xviii, los campos de la región ya estaban bajo el control de feudatarios, y en 1 740 se estableció en Huasán el importante mayorazgo de los Díaz de la Peña, una figura jurídica que consolidó grandes propiedades en la zona.

## Atractivos turísticos
El departamento Ancasti ofrece varios atractivos turísticos, entre los que se destacan:
- Quebrada de Tipán
- El Chorro
- Campo de las Piedras
- La Candelaria
- La Tunita
- Las cumbres del Ancasti y del Ipizca

Estos lugares son visitados por su belleza natural y su valor paisajístico, siendo ideales para los amantes de la naturaleza y el turismo de aventura.

### Dique de Ipizca
El Dique de Ipizca es un embalse destinado al riego, con una capacidad de 9,5 hm³. Su construcción fue finalizada en 1 956. Durante los fines de semana, el dique recibe a centenares de pescadores que disfrutan de sus aguas. Se puede acceder al dique a través de la ruta provincial 2 y de la ruta provincial 15.

## Eventos anuales

### Deportivos
- Rally Super Prime Anquincila

(Circuito “Nido de Águila” - enero y febrero)
- Motocross del NOA

(Circuito Villa de Ancasti – Torneo de verano - enero y febrero)
- Concurso Pesca del Pejerrey

(Dique de Ipizca - julio-agosto)

### Folclóricos
- Festival del taco

(Complejo municipal de El Taco)
- Festival del aguada

(Localidad de Yerba Buena Dpto.Ancasti)
- Festival de Anquincila

(Complejo municipal Incluye Doma en campo deportivo - enero)
- Festival de la Reina Mora

(Predio de la Reina Mora - Villa de Ancasti, febrero)
- Festival Entre Sierras y Montañas

(La Candelaria - febrero)
- Pre Poncho - Selección de valores locales

(Localidades varias - junio-julio)

### Productivos
- Exposición Ganadera y Artesanal

(Complejo municipal Anquincila - abril)

### Religiosos
- Festividad Virgen de la Candelaria

(La Candelaria - 2 de febrero)
- Festividad Popular Alto El Rosario

(Viernes Santo y primer domingo de octubre)
- Festividad de San Francisco

(San Francisco – 4 de octubre)

### Fiesta del Estudiante
- Semana del Estudiante (costumbre española de la Tuna)

## Parroquias de la Iglesia católica en Ancasti
| Diócesis  | Catamarca             |
| --------- | --------------------- |
| Parroquia | Inmaculada Concepción |